# ボルチン・オレッグ
ボルチン・オレッグ（Boltin Oleg、1993年2月10日 - ）は、カザフスタンの男性プロレスラー。リッダー出身。
本名はオレッグ・ボルチン（Oleg Boltin）。2022年より新日本プロレス所属。

## 来歴

### レスリング選手時代
11歳時点で身長が185センチメートルに達していたが、虚弱だったことを心配した両親の意向もありレスリングを始める。2013年に縁があって山梨学院大学へ留学。2013年から2016年までの全日本大学選手権フリースタイル125キロ級で4連覇を果たすなど、グレコローマンも含めた2スタイルで実績を重ねる。
卒業後は2020年東京オリンピック出場を目標にして、大学の監督だった高田裕司の紹介により、永田裕志が監督するレスリングチーム「ブシロードクラブ」（現「TEAM NEW JAPAN」）に2018年4月3日付で加入する。2019年は地元で行われた世界選手権のカザフスタン代表に選出されたほか、2021年のレスリングアジア選手権で優勝するなど結果を残す。しかし東京オリンピックの代表には選出されず、2022年の世界選手権を最後にレスリング選手としてのキャリアを終了する。

### プロレスラー時代

#### 2022年 - 2023年
ブシロードクラブ加入時よりアマレス引退後の進路として新日本プロレスへの入門を明言していた。2022年10月10日の両国国技館大会前に永田とリングに上がって正式に入団を発表する。
2023年1月4日の東京ドーム大会にて「ボルチン・オレッグ」のリングネームで大岩陵平とのエキシビションマッチを実施。同年4月2日の後楽園ホール大会にて本格的なプロレスデビューを果たす。同年8月12日、両国国技館大会の第0試合として実施された『CSテレ朝チャンネル Presents ヤングライオン THREE CONSECUTIVE BATTLE』に出場し、5分1本勝負の勝ち抜き戦で中島佑斗、オスカー・ロイベ、大岩陵平に3連勝する。その結果、NJPW WORLD認定TV王座を保持するザック・セイバーJr.への挑戦権を獲得し、10月24日の後楽園ホール大会にてキャリア初のタイトルマッチに臨むが、13分38秒でタップアウト負けを喫する。

#### 2024年
2024年4月14日、台湾で開催されたNEVER無差別級6人タッグ王座新王者決定トーナメントにて棚橋弘至および矢野通とタッグを組み、第27代王者組としてキャリア初となるベルト戴冠を果たす。6月9日の大阪城ホール大会で辻陽太、高橋ヒロム、BUSHI組に敗れたことで一度同王座から陥落するものの、1週間後の北海きたえーる大会でダイレクトリマッチに勝利し、第29代王者組として返り咲きに成功する。
同年の「G1 CLIMAX 34」には、事前に開催される出場者決定トーナメントにエントリーされ、1回戦で矢野、2回戦で棚橋、決勝戦でタイチを撃破し、Bブロック出場枠を勝ち取る。本戦にはコスチュームと入場曲を新調して臨み、KONOSUKE TAKESHITAなどに勝利するが、4勝5敗でブロック敗退となる。
2024年末には選手権試合やG1 CLIMAXでの活躍が評価されて、同年のプロレス大賞にて新人賞を受賞する。

#### 2025年
1月4日の東京ドーム大会では第0試合のニュージャパンランボーに出場。翌々日の大田区総合体育館大会では、ジョシュ・バーネットとエキシビション形式の5分1本勝負で対戦した。
2月11日、大阪大会でTAKESHITAの保持するNEVER無差別級王座に初挑戦するが、敗戦。4か月後の大阪大会では、同王座の最多連続防衛記録を更新していたTAKESHITAにリベンジマッチを挑み、これに勝利して第48代王者に輝いた。

## 得意技
カミカゼ
相手をファイヤーマンズキャリーで持ち上げた後に、そのまま前転しながら投げ落とすフィニッシャー。
バーディクト
ボルチンの場合は、カミカゼへの繋ぎ技として使用する。
サイド・スープレックス
ボルチンのサイド・スープレックスは、相手をクラッチした際に左右に振り回すボルチンシェイクと、後方へ投げるボルチンズリフトで構成される。

## 入場曲
「BARS」
「G1 CLIMAX 34」より使用。

## タイトル歴
新日本プロレス
- NEVER無差別級王座 : 1回（第48代）[20][25]
- NEVER無差別級6人タッグ王座 : 2回（第27・29代）（パートナーは棚橋弘至 & 矢野通）[26]

プロレス大賞
- 新人賞（2024年）[17]